# CD Aurrerá de Vitoria
Club Deportivo Aurrerá de Vitoria is een Spaanse voetbalclub die in 1935 werd opgericht in de Baskische gemeente Vitoria-Gasteiz.

## Geschiedenis
De club werd in 1935 opgericht in Vitoria-Gasteiz. Aurrerá betekent in het Baskisch vooruit. De club speelde de eerste vijftig jaar steeds in de regionale afdelingen, maar promoveerde in 1988 voor het eerst naar de Tercera División. Na een jaar degradeerde het echter weer naar het amateurvoetbal. Ook in 1990 promoveerde de club naar de Tercara División, opnieuw slechts voor één seizoen. De derde promotie in 1993 was wél een succes: de club slaagde er zelfs in om in 1995 te promoveren naar de Segunda División B. In 1997 miste de club zelfs op een haar na de promotie naar de Segunda División A: het eindigde eerste in haar reeks, maar slaagde er in de eindronde niet in om een ticket te bemachtigen voor derde klasse. De club bleef enkele jaren in de Segunda División B, tot het in 2003 na acht seizoenen weer naar de Tercera División zakte.
CD Aurrerá slaagde er echter niet in om terug te keren naar de Segunda División B en degradeerde in 2006 zelfs weer naar het amateurvoetbal. Pas in 2010 kon de club terugkeren naar de Tercera División, zij het maar voor één seizoen. Sindsdien pendelt de club tussen de Tercera División en het amateurvoetbal. Sinds 2014 speelt het weer in de Tercera División.

## Bekende ex-spelers
- Aritz Aduriz
- Koldo Álvarez
- César Caneda